# Fængselsforbundet i Danmark
Fængselsforbundet i Danmark er en dansk fagforening som repræsenterer fængselsbetjente, transportbetjente, værkmestre, institutionsmedarbejdere og uniformerede ledere i Kriminalforsorgen i Danmark, på Grønland og Færøerne. Forbundet repræsenterer desuden fiskerikontrollører i Fiskeristyrelsen.
Forbundet er bygget op efter fem organisatoriske elementer: 1) Kongressen; 2) Hovedbestyrelsen; 3) Forbundsledelsen; 4) Forretningsudvalget; og 5) Afdelinger.
Forbundet har tillidsrepræsentanter på alle Kriminalforsorgens tjenestesteder.
Forbundet har omkring 3.500 medlemmer og er medlem af Fagbevægelsens Hovedorganisation (FH).

## Historie
Forbundet blev grundlagt i december 1913 af lokalforeninger i Vridsløselille, Horsens og Nyborg, som fusionerede og dannede et landsdækkende forbund.